# Kolczakówka niebieskawa

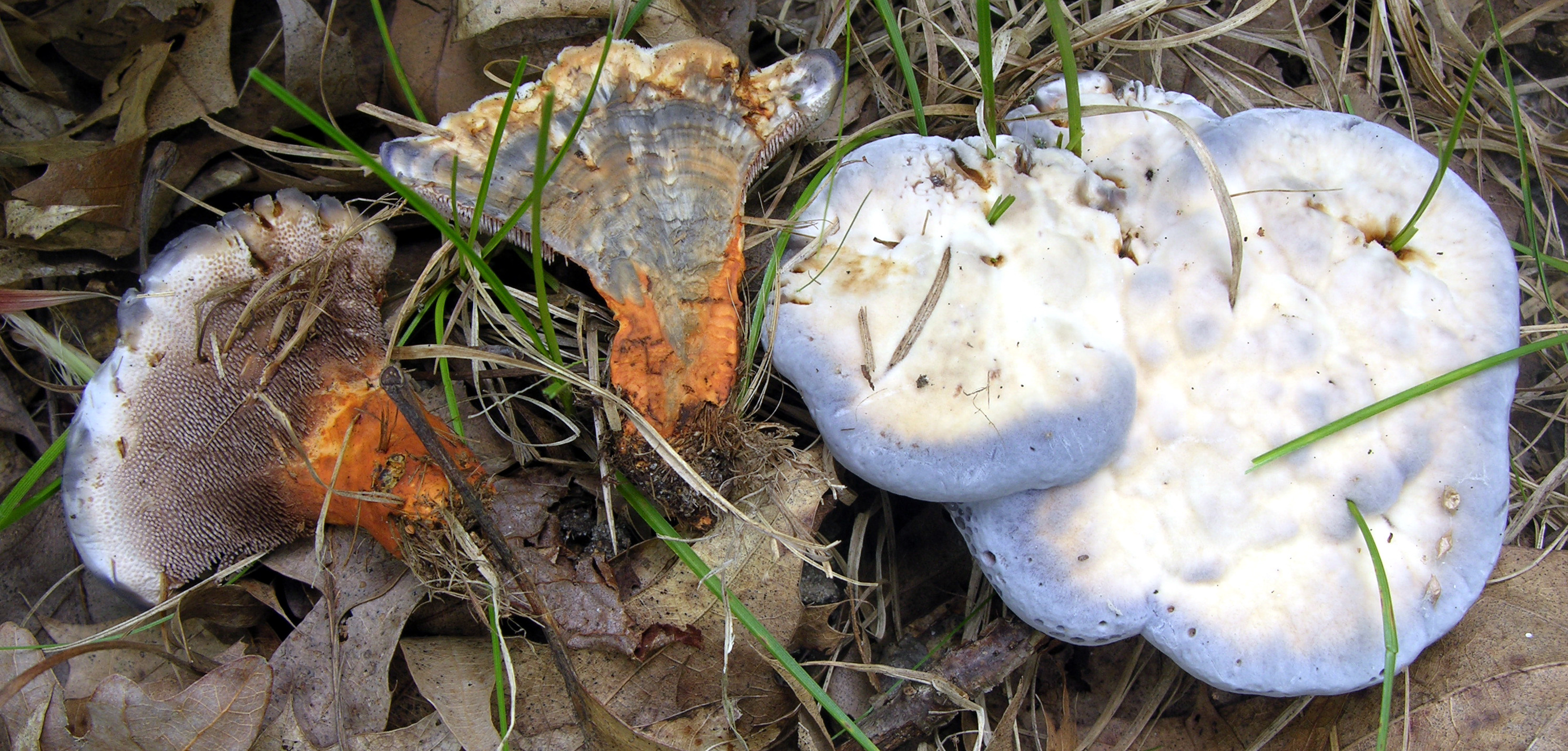

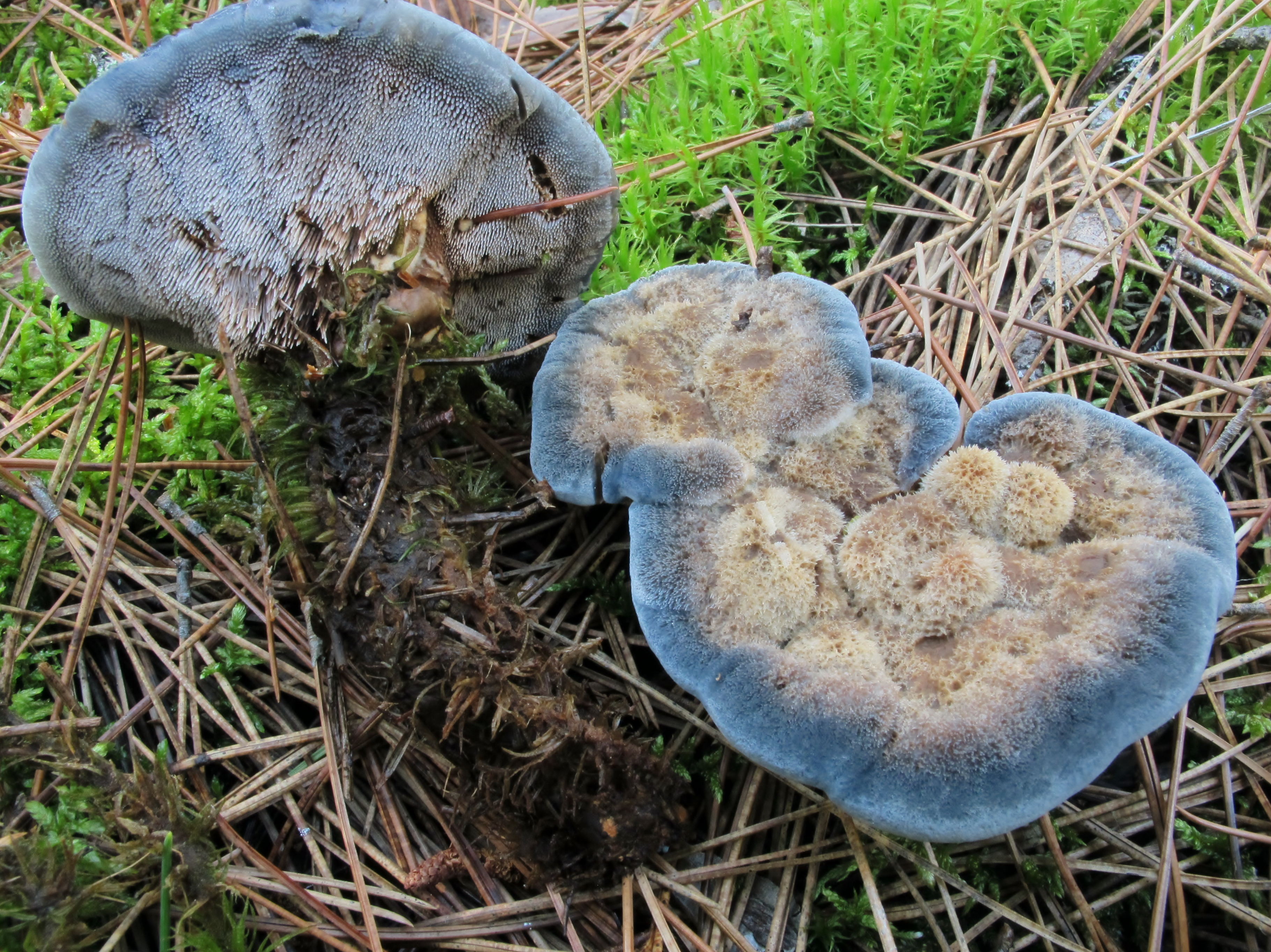

Kolczakówka niebieskawa (Hydnellum caeruleum (Hornem.) P. Karst.) – gatunek grzybów należący do rodziny kolcownicowatych (Bankeraceae).

## Systematyka i nazewnictwo
Pozycja w klasyfikacji według Index Fungorum: Hydnellum, Bankeraceae, Thelephorales, Incertae sedis, Agaricomycetes, Agaricomycotina, Basidiomycota, Fungi.
Po raz pierwszy takson ten zdiagnozował w 1808 r. Jens Wilken Hornemann nadając mu nazwę Hydnum caeruleum. Obecną, uznaną przez Index Fungorum nazwę nadał mu w 1879 r. Petter Adolf Karsten, przenosząc go do rodzaju Hydnellum.
Nazwę polską zaproponował Władysław Wojewoda w 2003 r.

## Morfologia
Kapelusz
Średnicy 4–12 cm, początkowo białawy, niebieskawy, później ciemniejszy, rdzawy, brunatny. Na powierzchni aksamitny, z błękitnawymi, koncentrycznymi strefami.
Hymenofor
Kolczasty, kolce zbiegające na trzon, do 7 mm długości, początkowo niebieskawe, później ciemniejsze, czerwonobrązowe.
Trzon
Długości do 7 cm długi, średnicy do 3 cm. Żółtopomarańczowy lub pomarańczowobrunatny, rzadziej rdzawy. Aksamitny, nieregularny, zwężający się ku dołowi, spilśniający podłoże.
Miąższ
Miąższ kapelusza początkowo białawy lub niebieskawoszary, później brunatnopomarańczowy. Miąższ trzonu pomarańczowobruntany, o wyraźnym mącznym zapachu i cierpkim smaku.
Zarodniki
Brązowawe, nieregularne, brodawkowato-guzkowate, o średnicy 5–6×3,5–4,5 µm.

## Występowanie i siedlisko
Podano występowanie kolczakówki niebieskawej w Ameryce Północnej i Środkowej, Europie i Azji. W Polsce do 2020 r. podano 2 stanowiska historyczne, 7 współczesnych i jedno wątpliwe. Aktualne stanowiska podaje także internetowy atlas grzybów. Znajduje się na Czerwonej liście roślin i grzybów Polski. Ma status E – gatunek wymierający. Znajduje się na listach gatunków zagrożonych także w Niemczech, Danii, Anglii, Holandii. W Polsce w latach 1995–2004 była pod ochroną częściową, od roku 2004 objęta jest ochroną ścisłą bez możliwości zastosowania wyłączeń spod ochrony uzasadnionych względami gospodarki rolnej, leśnej lub rybackiej.
Naziemny grzyb saprotroficzny. Rozwija się w lasach iglastych, rzadziej mieszanych, pod świerkami, sosnami, bukami, częściej na obszarach górskich, szczególnie na wapiennych glebach. Wytwarza owocniki od czerwca do października, pojedynczo lub w grupach.

## Gatunki podobne
- kolczakówka wonna (Hydnellum suaveolens), której miąższ ma intensywny zapach anyżu, a na przekroju trzon jest wyraźnie niebieskawo strefowany.
- kolczakówka pomarańczowa (Hydnellum aurantiacum), której miąższ jest tylko pomarańczowy.